# Meadowville (Nouvelle-Écosse)
Pour les articles homonymes, voir Meadowville.
 Meadowville est une communauté canadienne de la province de la Nouvelle-Écosse. Elle est située dans le comté de Pictou.

## Personnalités
L'écrivaine Johanna Skibsrud est native de cette communauté.